# Списак рекорда Светских првенстава у фудбалу
Ово је списак рекорда ФИФА-иног светског првенства и квалификационих утакмица.

## Општа статистика по турнирима
| Year | Домаћин турнира      | Освајач титуле  | Најбољи стрелац турнира                                                                            | Најбољи играч турнира   |
| ---- | -------------------- | --------------- | -------------------------------------------------------------------------------------------------- | ----------------------- |
| 1930 | Уругвај              | Уругвај         | Гиљермо Стабиле (8)                                                                                | Н/Д                     |
| 1934 | Италија              | Италија         | Олдрих Неједли (5)                                                                                 | Н/Д                     |
| 1938 | Француска            | Италија         | Леонидас (7)                                                                                       | Н/Д                     |
| 1950 | Бразил               | Уругвај         | Адемир (9)                                                                                         | Н/Д                     |
| 1954 | Швајцарска           | Западна Немачка | Шандор Кочиш (11)                                                                                  | Н/Д                     |
| 1958 | Шведска              | Бразил          | Жист Фонтен (13)                                                                                   | Н/Д                     |
| 1962 | Чиле                 | Бразил          | Гаринча (4) Вава (4) Леонел Санчез (4) Флоријан Алберт (4) Валентин Иванов (4) Дражан Јерковић (4) | Н/Д                     |
| 1966 | Енглеска             | Енглеска        | Еузебио (9)                                                                                        | Н/Д                     |
| 1970 | Мексико              | Бразил          | Герд Милер (10)                                                                                    | Н/Д                     |
| 1974 | Западна Немачка      | Западна Немачка | Гжегож Лато (7)                                                                                    | Н/Д                     |
| 1978 | Аргентина            | Аргентина       | Марио Кемпес (6)                                                                                   | Н/Д                     |
| 1982 | Шпанија              | Италија         | Паоло Роси (6)                                                                                     | Паоло Роси              |
| 1986 | Мексико              | Аргентина       | Гари Линекер (6)                                                                                   | Дијего Армандо Марадона |
| 1990 | Италија              | Западна Немачка | Салваторе Скилачи (6)                                                                              | Салваторе Скилачи       |
| 1994 | Сједињене Државе     | Бразил          | Христо Стоичков (6) Олег Саленко (6)                                                               | Ромарио                 |
| 1998 | Француска            | Француска       | Давор Шукер (6)                                                                                    | Роналдо                 |
| 2002 | Јужна Кореја · Јапан | Бразил          | Роналдо (8)                                                                                        | Оливер Кан              |
| 2006 | Њемачка              | Италија         | Мирослав Клозе (5)                                                                                 | Зинедин Зидан           |
| 2010 | Јужна Африка         | Шпанија         | Томас Милер (5) Весли Снајдер (5) Давид Виља (5) Дијего Форлан (5)                                 | Дијего Форлан           |
| 2014 | Бразил               | Немачка         | Хамес Родригез (6)                                                                                 | Лионел Меси             |
| 2018 | Русија               | Француска       | Хари Кејн (6)                                                                                      | Лука Модрић             |

## Репрезентације: Позиција на турниру
Тимови који имају једнаке цифре у доњим табелама поређани су по турниру у којем је постигнута количина (прво су наведене екипе које су прво постигле одређену цифру). Ако је цифру постигло више од једне екипе на истом турниру, те екипе су распоређене по абецеди.
Највише освојених титула
5, Бразил ( 1958, 1962, 1970, 1994, 2002 )
Највише пласмана у прва два
8, Немачка ( 1954, 1966, 1974, 1982, 1986, 1990, 2002, 2014 )
Највише пласмана у прва три
12, Немачка ( 1934, 1954, 1966, 1970, 1974, 1982, 1986, 1990, 2002, 2006, 2010, 2014 )
Највише пласмана у прва четири
13, Немачка ( 1934, 1954, 1958, 1966, 1970, 1974, 1982, 1986, 1990, 2002, 2006, 2010, 2014 )
Највише пласмана у првих осам
18, Бразил (сваки турнир осим 1934, 1966 и 1990 )
Највише пласмана у првих 16
21, Бразил (сваки турнир)
Највише пласмана на Светски куп
21, Бразил (сваки турнир)
Највише другопласираних места
4, Немачка ( 1966, 1982, 1986, 2002 )
Највише трећепласираних места
4, Немачка ( 1934, 1970, 2006, 2010 )
Највише четвртопласираних места
3, Уругвај ( 1954, 1970, 2010 )
Највише елиминација у полуфиналу
5, Немачка ( 1934, 1958, 1970, 2006, 2010 )
Највише елиминација у четвртфиналу
8, Енглеска ( 1950, 1954, 1962, 1970, 1982, 1986, 2002, 2006 )
Највише елиминација у осмини финала
14, Мексико ( 1930, 1950, 1954, 1958, 1962, 1966, 1978, 1994, 1998, 2002, 2006, 2010, 2014, 2018 )
Највише елиминација у првом кругу
7, Јужна Кореја ( 1986, 1990, 1994, 1998, 2006, 2014, 2018 )
Конфедерација са највише светских титула
12, УЕФА ( 1934, 1938, 1954, 1966, 1974, 1982, 1990, 1998, 2006, 2010, 2014, 2018 )
Конфедерација са највише наступа у финалима светског првенства
28, УЕФА ( 1934 x 2, 1938 x 2, 1954 x 2, 1958, 1962, 1966 x 2, 1970, 1974 x 2, 1978, 1982 x 2, 1986, 1990, 1994, 1998, 2002, 2006 x 2, 2010 x 2, 2014, 2018 x 2)
Конфедерација са највећим бројем репрезентација које су се бар једном пласирале на светско првенство
90% (9 од 10), КОНМЕБОЛ (сви осим Венецуеле )
Конфедерација са најмањим бројем репрезентација које су се бар једном пласирали у финале
15,38% (2 од 11 садашњих и 2 бивша), ОФК (само Аустралија и Нови Зеланд )

### Узастопни низови
Највише узастопних освојених првенстава
2, Италија (1934–1938) и Бразил (1958–1962)
Највише узастопних првенстава на којима је репрезентација завршила на прва два места
3, Немачка (1982–1990) и Бразил (1994–2002)
Највише узастопних првенстава на којима је репрезентација завршила на прва три места
4, Немачка (2002–2014)
Највише узастопних првенстава на којима је репрезентација завршила на прва четири места
4, Немачка (2002–2014)
Највише узастопних првенстава на којима је репрезентација завршила у првих осам
16, Немачка (1954–2014)
Највише узастопних првенстава на којима је репрезентација завршила у првих 16
21, Бразил (1930–2018)
Највише узастопних турнира
21, Бразил (1930–2018)
Највише узастопних другопласираних места на првенству
2, Холандија (1974–1978) и Западна Немачка (1982–1986)
Највише узастопних трећепласираних места на првенству
2, Немачка (2006–2010)